# Sorbus amici-petri
Sorbus amici-petri är en rosväxtart som beskrevs av Mikolá. Sorbus amici-petri ingår i släktet oxlar, och familjen rosväxter. Inga underarter finns listade i Catalogue of Life.